# اليوغا الحديثة
اليوغا الحديثة هي مجموعة واسعة من ممارسات اليوغا ذات أغراض مختلفة، تشمل في أشكالها المختلفة فلسفة اليوغا المستمدة من الفيدا، والوضعيات الجسدية المستمدة من هاثا يوجا، والممارسات التعبدية والقائمة على التانترا، وأساليب بناء الأمة الهندوسية.
اقترحت الباحثة إليزابيث دي ميشيلس تصنيفًا من أربعة أجزاء لليوجا الحديثة في عام 2004، تفصل بين اليوغا النفسية الجسدية والطائفية والوضعية والتأملية. لاحظ علماء آخرون أن عملها حفز البحث في تاريخ اليوغا الحديثة وعلم الاجتماع والأنثروبولوجيا، لكنهم لم يقبلوا جميعًا تصنيفها. لقد أكدوا بشكل مختلف على الطبيعة الدولية لليوجا الحديثة من خلال التبادلات بين الثقافات. وتنوع معتقداته وممارساته؛ ودرجة استمراريتها مع التقاليد القديمة، مثل الفلسفة الهندية القديمة وهاثا يوجا في العصور الوسطى؛ علاقتها بالهندوسية. ادعاءاتها بتوفير الصحة واللياقة البدنية؛ وتوتراتها بين المادي والروحي، أو بين الباطني والعلمي.

## أصولها

### اليوغا الحديثة المبكرة
في السنوات الأولى للاستعمار البريطاني في الهند، رفضت النخب من الولايات المتحدة وأوروبا والهند مفهوم هاثا يوغا واعتبرته غير قابل للانتماء. بحلول أواخر القرن التاسع عشر، قدمت اليوغا للعالم الغربي بأشكال مختلفة مثل فيفيكاناندا ومدام بلافاتسكي. لقد جسدت نفور تلك الفترة من أوضاع اليوغا وهاثا يوجا بشكل عام، كما مارسها يوغينز ناث المحتقرون، من خلال عدم ذكرها. ساعد بلافاتسكي في تمهيد الطريق لانتشار اليوغا في الغرب من خلال تشجيع الاهتمام بالمذاهب الغامضة والباطنية ورؤية «الشرق الصوفي». لقد سافرت إلى الهند في 1852-1853، وأصبحت مهتمة جدًا باليوجا بشكل عام، بينما كانت تحتقر الهاثا يوغا ولا تثق بها. في تسعينيات القرن التاسع عشر، قام فيفيكاناندا بتدريس مزيج من اليوغا للتنفس (البراناياما)، والتأمل، والتفكير الإيجابي، المستمدة من حركة الفكر الجديدة، ورفض مرة أخرى بشكل صريح ممارسة الوضعيات والهاثا يوغا.

### اليوغا كتمرين
بعد بضعة عقود، أنشئ شكل مختلف تمامًا من اليوغا، اليوغا السائدة كتمرين، على يد يوجيندرا وكوفالاياناندا وكريشنامشاريا، بدءًا من عشرينيات القرن العشرين. كانت في الغالب جسدية، وتتكون بشكل أساسي أو كلي من الوضعيات، وهي أوضاع مستمدة من تلك الخاصة بـ هاثا يوغا، ولكن بمساهمة من الجمباز الغربي (الجمباز الأولي لنيلز بوخ عام 1924). لقد دافعوا عن هذا الشكل من التمارين تحت ستار الفوائد الطبية المحددة المفترضة لأوضاع معينة، وأسقطوا دلالاتها الدينية بهدوء، بتشجيع من القومية الهندية السائدة التي كانت بحاجة إلى شيء ما لبناء صورة لأمة قوية وحيوية. ومع ذلك، فإن اليوغا التي ابتكروها كانت منتشرة في الغالب في العالم الناطق باللغة الإنجليزية، بدءًا من أمريكا وبريطانيا.

### الشعبية
ازدادت شعبية اليوغا الحديثة عندما أصبح السفر أكثر جدوى، مما سمح بالتعرض لتعاليم وممارسات مختلفة. تم تخفيف قيود الهجرة من الهند إلى الولايات المتحدة الأمريكية وبعض أجزاء أوروبا في الستينيات تقريبًا. وبدأ المعلمون الروحيون في تقديم ما أشاروا إليه بالحلول لمشاكل الحياة الحديثة. عندما قام أفراد بارزون في العصر الجديد، مثل فرقة البيتلز، بتجربة اليوغا، أصبحت هذه الممارسة أكثر وضوحًا ومرغوبة كوسيلة لتحسين الحياة.

## وجهات نظر أخرى

### تنوع لا نهاية له
يقول مارك سينجلتون، وهو باحث في تاريخ اليوغا وممارساتها، أن تصنيف دي ميشيليس يوفر فئات مفيدة كوسيلة لدراسة اليوغا في العصر الحديث، ولكنه ليس «نقطة انطلاق جيدة للتاريخ بقدر ما يشمل التفاصيل الاختلاف والاستثناء». لم يشترك سينجلتون في الإطار التفسيري لدي ميشيلس، وبدلاً من ذلك اعتبر «اليوغا الحديثة» اسمًا وصفيًا لـ «اليوغا في العصر الحديث».
اليوغا الحديثة مشتقة جزئيًا من هاثا يوجا (أحد جوانب اليوغا التقليدية)، مع الممارسات المبتكرة التي أخذت التراث الهندي، وجربت تقنيات من الثقافات غير الهندية، وطورتها بشكل جذري إلى أشكال محلية في جميع أنحاء العالم. يطلق عالم الدين أندريا جاين على اليوغا الحديثة اسم «مجموعة متنوعة من الأنظمة التي تطورت في وقت مبكر من القرن التاسع عشر كاستجابة للإنتاج الرأسمالي، والمساعي الاستعمارية والصناعية، والتطورات العالمية في مجالات تتراوح من الميتافيزيقا إلى اللياقة البدنية، والأفكار الحديثة والقيم». في الممارسة المعاصرة، توصف اليوغا الحديثة كجزء من التنمية الذاتية ويعتقد أنها توفر «زيادة الجمال والقوة والمرونة بالإضافة إلى تقليل التوتر».
ينظر إلى اليوغا الحديثة بشكل مختلف من خلال «المنظورات الثقافية» بما في ذلك دين العصر الجديد، وعلم النفس، وعلوم الرياضة، والطب، والتصوير الفوتوغرافي، والأزياء. صرح جاين أنه على الرغم من أنه «يُعتقد تقليديًا أن هاثا يوغا هي النظام الأساسي لليوجا الوضعية الحديثة، إلا أن مساواتها لا يأخذ في الاعتبار المصادر التاريخية». ووفقا لها، فإن الوضعيات «أصبحت بارزة في اليوغا الحديثة فقط في أوائل القرن العشرين نتيجة للتبادل الحواري بين الإصلاحيين الهنود والقوميين والأمريكيين والأوروبيين المهتمين بالصحة واللياقة البدنية». باختصار، يكتب جاين، «أنظمة اليوغا الحديثة... لا تشبه أنظمة اليوغا التي سبقتها إلا قليلاً. وذلك لأن [كلاهما]... خاص بسياقاتهما الاجتماعية الخاصة.»

### القيادة
قادوا اليوغا الحديثة معلمين متباينين لأكثر من قرن من الزمان، بدءًا من فيفيكاناندا بفلسفته اليوغية المبنية على فيدانتا إلى كريشنامشاريا بمنهجه في الجمباز، وتلاميذه بما في ذلك باتابي جويس المؤثر الذي يقوم بتدريس الوضعيات المرتبطة بحركات فينياسا المتدفقة وتعليم بيلور كريشناماشار بدقة- وضعيات الوضعيات، وغالبًا ما تستخدم الدعائم. تمتد مناهج المعلمون في اليوغا إلى يوجا كريبالو القائمة على التانترا لسوامي كريبالفاناندا وسيدها يوجا في موكتاناندا. Bhaktiyoga من Svaminarayana، اعتبارًا من ساتيا ساي بابا ؛ «التكنولوجيا الداخلية» لـ Isha Yoga لـ سادجورو و «فن الحياة» لـ Sri Sri Ravi Shankar ؛ وأخيرًا مناهج بناء الأمة الهندوسية التي طرحها إكناث رانادي وسوامي رامديف. ومن خلال عمل هؤلاء المعلمين، نشرت اليوغا على نطاق واسع في جميع أنحاء العالم الغربي، وتحولت بشكل جذري في هذه العملية. لقد طالبوا بالفوائد الصحية؛ حيث جلبت اليوغا إلى «السوق الروحي»، حيث يتنافس معلمون مختلفون على الأتباع؛ وقد ادعى النهج المختلف على نطاق واسع جذورًا قديمة في التقاليد الهندية. وكانت النتيجة تحويل اليوغا من «شيء خفي وغريب» إلى «استوديوهات اليوغا في زاوية شديدة القرب تقريبًا»، في «انتقال هائل من الممارسة الروحية إلى التركيز على الصحة واللياقة البدنية». يستمر الاتجاه بعيدًا عن السلطة في يوجا ما بعد النسب، والتي تُمارس خارج أي مدرسة رئيسية أو سلالة المعلم.
كتب المؤلف ومعلم اليوغا ماثيو ريمسكي أن نورمان سجومان اعتبر اليوغا الحديثة متأثرة بتمارين المصارعة في جنوب الهند. وجدها جوزيف ألتر ممزقة بين الباطنية والعلمية. اكتشف مارك سينجلتون اصطدام الثقافة الجسدية الغربية بالروحانية الهندية. بينما صور إليوت غولدبرغ «روحانية حديثة، مكتوبة من خلال شخصيات غنية التحقيق» بما في ذلك كريشنامشاريا، وسيفاناندا، وإندرا ديفي، وإينجار.

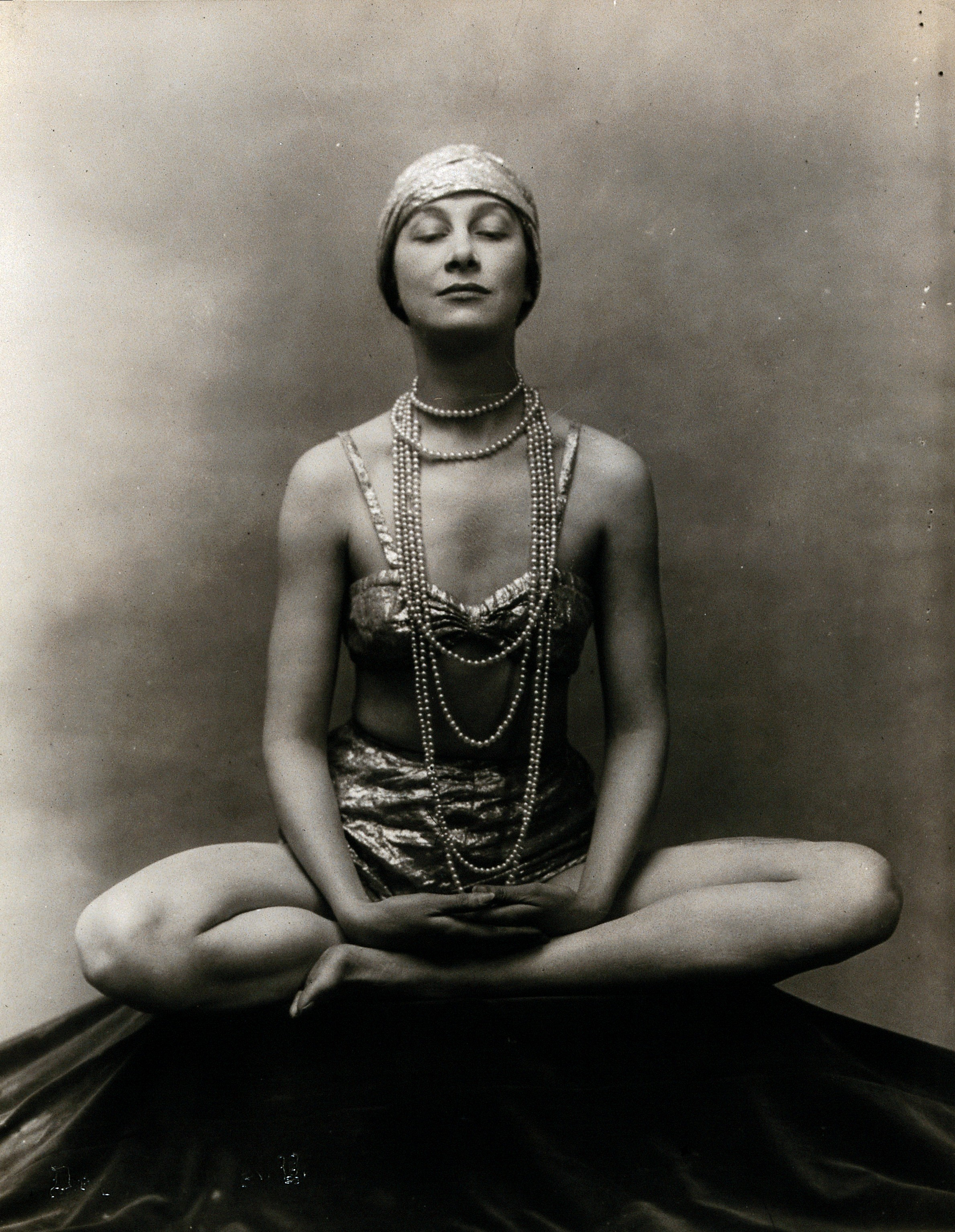
تستخدم انيا فوكسين هذه الصورة التقطت عام 1928 للممثلة والراقصة مارغريت أنييل في "وضعية بوذا" التقطها جون دي ميرجيان لتوضيح وجهة نظرها بأن اليوغا الحديثة تتضمن كلا من التبادل الثقافي والتوفيق بين المعتقدات.

### التبادل الثقافي والتوفيق بين المعتقدات
كتبت سوزان نيوكومب، وهي باحثة في اليوغا الحديثة، وخاصة في بريطانيا، أن تطور اليوغا الحديثة شمل «تاريخًا طويلًا من التبادل الثقافي العابر للحدود الوطنية»، بما في ذلك بين الهند ودول العالم الغربي، سواء كان «ثمرة لليوغا الجديدة-الهندوسية أم لا». يبدو أنها ممزقة بين كونها نشاطًا علمانيًا للياقة البدنية يُطلق عليه أحيانًا «هاثا يوجا» (ليست ممارسة القرون الوسطى هاثا يوجا)، والممارسة الروحية ذات الجذور التاريخية في الهند. وأشارت إلى أن الجوانب التاريخية والاجتماعية والأنثروبولوجية لليوجا الحديثة قد بدأت في البحث.
كتبت عالمة الدين أنيا فوكسين أن «اليوغا الوضعية الحديثة»، وخاصة في أمريكا، أنشئت من خلال عملية معقدة تنطوي على التبادل الثقافي والتوفيق بين الأساليب المتباينة. من بين المكونات العديدة هناك الجسد الخفي ومختلف فروع الفلسفة اليونانية، والباطنية الغربية، وبرامج العافية للنساء القائمة على أشياء مثل نظام التدريس لفرانسوا ديلسارت والجمباز المتناغم لجينيفيف ستيبينز.

### علاقة التنازع مع الهندوسية
كتب جيمس مالينسون، وهو باحث في المخطوطات السنسكريتية واليوغا، أن علاقة اليوغا الحديثة بالهندوسية معقدة ومتنازع عليها. تحدى بعض المسيحيين إدراجها في المناهج المدرسية على أساس أنها هندوسية سرًا، بينما تحدت حملة «استعادة اليوغا» التابعة للمؤسسة الهندوسية الأمريكية محاولات «تجميل الجذور الهندوسية لليوجا» من المظاهر الحديثة. ويكتب أن اليوغا الحديثة تستخدم تقنيات من «مجموعة واسعة من التقاليد، ومن الواضح أن الكثير منها ليس هندوسيًا على الإطلاق». في حين دمجت اليوغا مع فلسفة فيدانتيك، «يقول النص الأول لتعليم هاثايوغا أنها ستعمل حتى بالنسبة للملحدين، الذين ... لم يؤمنوا بالكارما والولادة الجديدة».